# Calogero Pumilia
Calogero Pumilia (Caltabellotta, 27 dicembre 1936) è un politico italiano, più volte Sottosegretario di Stato.

## Biografia
È stato presidente dell'Organismo Rappresentativo Universitario Palermitano, esponente dell'Azione Cattolica, con l'incarico di diffusione della dottrina sociale della Chiesa, e dirigente nazionale dei giovani della Democrazia Cristiana. Giornalista pubblicista, è stato redattore del periodico Sicilia Domani e direttore del periodico Sicilia Oggi. Ha inoltre ricoperto il ruolo di Segretario del Festival di Palermo sul Novecento e presidente dell'Istituto pubblico di assistenza e beneficenza di Caltabellotta.

### Carriera politica
Dal 1972 è stato Deputato della Democrazia Cristiana, eletto nella circoscrizione Sicilia occidentale, dalla VI alla X legislatura.
È stato Sottosegretario di Stato nei Governi Andreotti IV e Andreotti V, Cossiga I e Cossiga II.
Nel Governo Andreotti IV Sottosegretario di Stato al Lavoro e Previdenza Sociale dal 15 marzo 1978 al 20 marzo 1979; 
Nel Governo Andreotti V al Lavoro e Previdenza Sociale dal 28 marzo 1979 al 4 agosto 1979; 
Nel Governo Cossiga I: Sottosegretario di Stato ai Trasporti dall'8 agosto 1979 al 6 novembre 1979 e quindi all'Agricoltura e Foreste dal 6 novembre 1979 al 4 aprile 1980;
Nel Governo Cossiga II: Sottosegretario di Stato al Lavoro e Previdenza Sociale dal 5 aprile 1980 all'11 aprile 1980 e al Tesoro dall'11 aprile 1980 al 18 ottobre 1980.
Resta a Montecitorio fino al 1992.
Dopo la fine della DC, ha militato nella Margherita e successivamente nel Partito Democratico, nel quale ha ricoperto l'incarico di componente della commissione regionale di garanzia. 

#### Sindaco di Caltabellotta
È stato Sindaco di Caltabellotta dal 30 ottobre 1974 al 16 gennaio 1977, dal 28 maggio 2003
all'11 dicembre 2003, con una lista civica del centrosinistra, quando è decaduto a seguito di un ricorso per ineleggibilità. Si ricandida alle successive elezioni amministrative del 2004 e viene rieletto. Nel 2009 si ripresenta e diviene nuovamente sindaco di Caltabellotta, fino al 2014.

### Altri incarichi
È stato consigliere di amministrazione di Poste Italiane e presidente di Poste.com dal 1999 al 2000.
Dal 2015 è presidente della Fondazione Orestiadi di Gibellina, fino alle dimissioni nel gennaio 2025.

## Opere
- Calogero Pumilia, Attraversando la politica: da 'Sicilia Domani' a 'Sicilia Oggi', Palermo, Centro Sturzo, 1995.
- Calogero Pumilia, La Sicilia al tempo della Democrazia Cristiana, Rubbettino, 1998, ISBN 88-7284-582-3.
- Calogero Pumilia, Ti la scordi la Merica!, Sciacca, Aulino Editore, 2016, ISBN 978-88-86911-64-1.
- Calogero Pumilia, Partecipazione e cambiamento. Un'(auto) biografia politica della Sicilia, collana Sintesi e proposte, vol. 73, Lussografica, 2018, ISBN 9788882434779.
- Calogero Pumilia, La caduta. Eventi e protagonisti in Sicilia 1972-1994, Soveria Mannelli, Rubbettino, 2020, ISBN 88-498-6442-6.
- Calogero Pumilia e Vito Riggio, Speranze e declino. La Sicilia negli anni '80, Soveria Mannelli, Rubbettino, 2022, ISBN 88-498-7292-5.
- Calogero Pumilia, Minimi pensieri, Palermo, Navarra Editore, 2023, ISBN 979-12-80866-09-7.
- Calogero Pumilia, La svolta. Il racconto di un eccezionale mutamento, Soveria Mannelli (CZ), Rubbettino, 2024, ISBN 978-88-498-7862-2.